# Ranunculus turneri
Ranunculus turneri là một loài thực vật có hoa trong họ Mao lương. Loài này được Greene miêu tả khoa học đầu tiên năm 1892.